# Plopeni (okręg Vaslui)
Plopeni – wieś w Rumunii, w okręgu Vaslui, w gminie Bogdana. W 2011 roku pozostawała niezamieszkana.